# Легарда
Легарда (ісп. Legarda) — муніципалітет в Іспанії, у складі автономної спільноти Наварра. Населення — 106 осіб (2009).
Муніципалітет розташований на відстані близько 300 км на північний схід від Мадрида, 15 км на південний захід від Памплони.
На території муніципалітету розташовані такі населені пункти: (дані про населення за 2009 рік)
- Басонгайс: 3 особи
- Легарда: 103 особи

## Демографія
Динаміка населення (INE ):

## Галерея зображень

Розташування муніципалітету
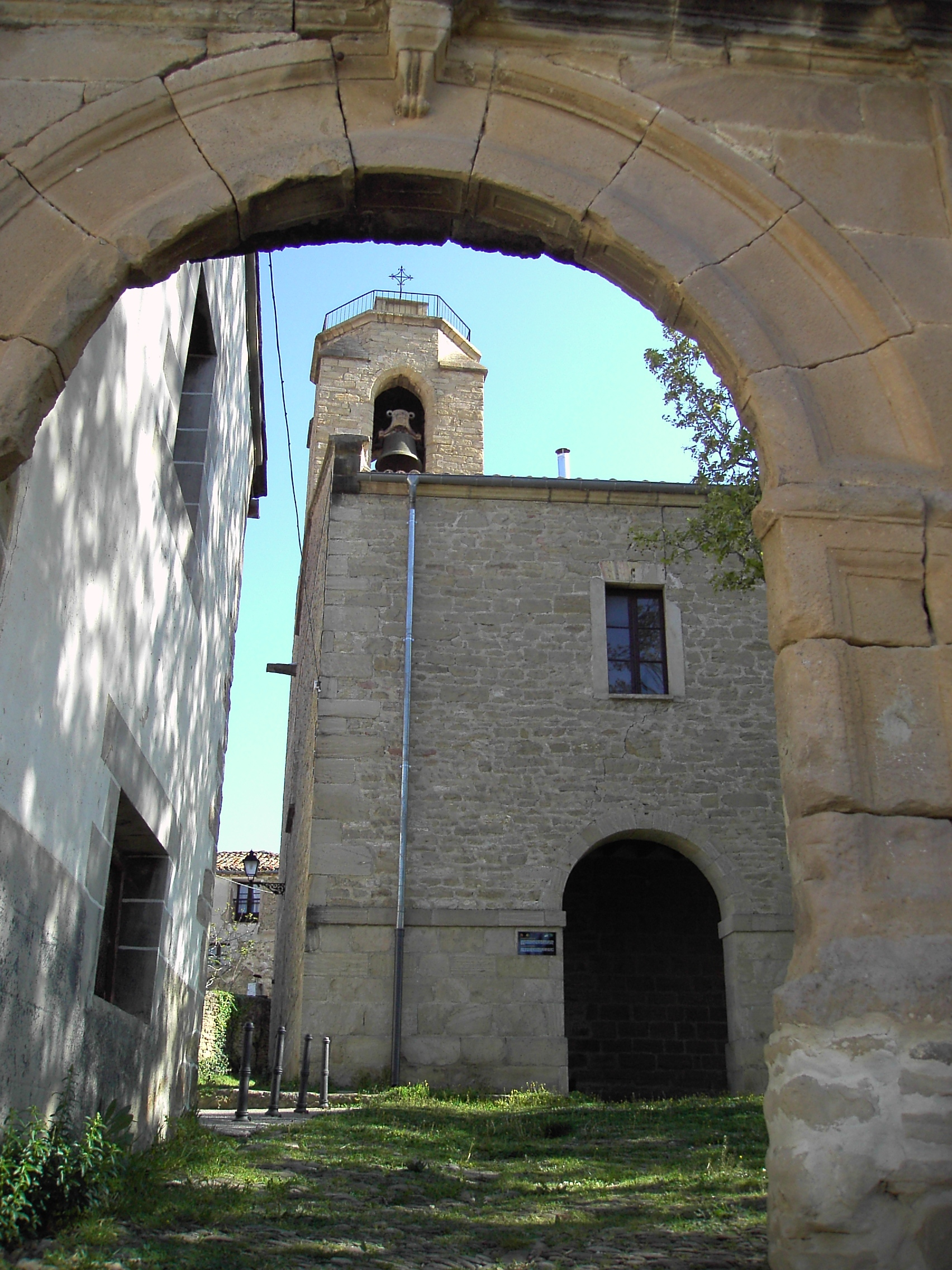
Церква у Легарді